# 캄차카어파
캄차카어파(Kamchatkan languages) 또는 캄차달어(Kamchadal)는 캄차카반도 일대에서 사용되던 언어군 또는 방언군이다. 불완전한 기록을 통해 크게 동부, 서부, 남부의 캄차달어 방언이 있었던 것을 알 수 있는데, 최근에는 각각을 별개의 언어로 보는 시각이 강하다. 이 모두는 캄차달인의 감소와 함께 빠르게 소멸하여 18세기 초에 이미 동부와 남부 방언이 사라졌고, 서부 방언인 이텔멘어만이 현대까지 남았으나 이 역시 현재 화자는 100명 이하만이 남은 사멸 직전의 언어이다.
북부의 추코트카에서 쓰이던 축치어파와 친연 관계로서 축치캄차카어족을 이룬다고 여겨지나, 차이가 매우 깊어 일부 학자들은 두 어파의 계통적 연관성에 의문을 표한다. 마이클 포테스큐(Michael Fortescue)는 캄차카어파가 고대 베링인 인구가 사용하던 언어를 기층 언어로서 가지고 있을 가능성을 추측하였다. 예를 들어 캄차카 언어들이 가진 방출음은 태평양 북서부의 원주민 언어에서는 흔하나 동북아시아의 언어에서는 드문 특징이다.

## 분류
- 동부 캄차달어†
- 서부 캄차달어
- 남부 캄차달어†